# Королівська змія чорна
Королівська змія чорна (Lampropeltis nigra) — неотруйна змія з роду Королівська змія родини Вужеві.

## Опис
Загальна довжина досягає 1,4 м. Зазвичай довжина близько 1 м. Забарвлення спини чорне. На основному тоні можуть розташовуватися тонкі світлі поперечні смужки або цятки. Черево забарвлено у чорний та білий кольори, які зазвичай присутні приблизно у рівних пропорціях.

## Спосіб життя
Полюбляє старі поля, розріджені ліси, береги річок, різні змінені людиною біотопи. Активна вночі. харчується ящірками та зміями.
Це яйцекладна змія. Самиця відкладає до 23 яєць.

## Розповсюдження
Мешкає від півдня Огайо та південного заходу Іллінойсу на південь до центральної Алабами і північній Джорджії (США). 